# Harpalinus
Harpalinus es un  género de coleópteros adéfagos de la familia Carabidae.

## Especies
Comprende las siguientes especies:
- Harpalinus bekilyanus Jeannel, 1948
- Harpalinus flavilabris (Fairmaire, 1868)
- Harpalinus micros Jeannel, 1948